# Pharaoh (відеогра)
Pharaoh — двовимірна відеогра, симулятор містобудування, розроблена компанією Impressions Games. Дія гри відбувається в Стародавньому Єгипті.

## Опис гри

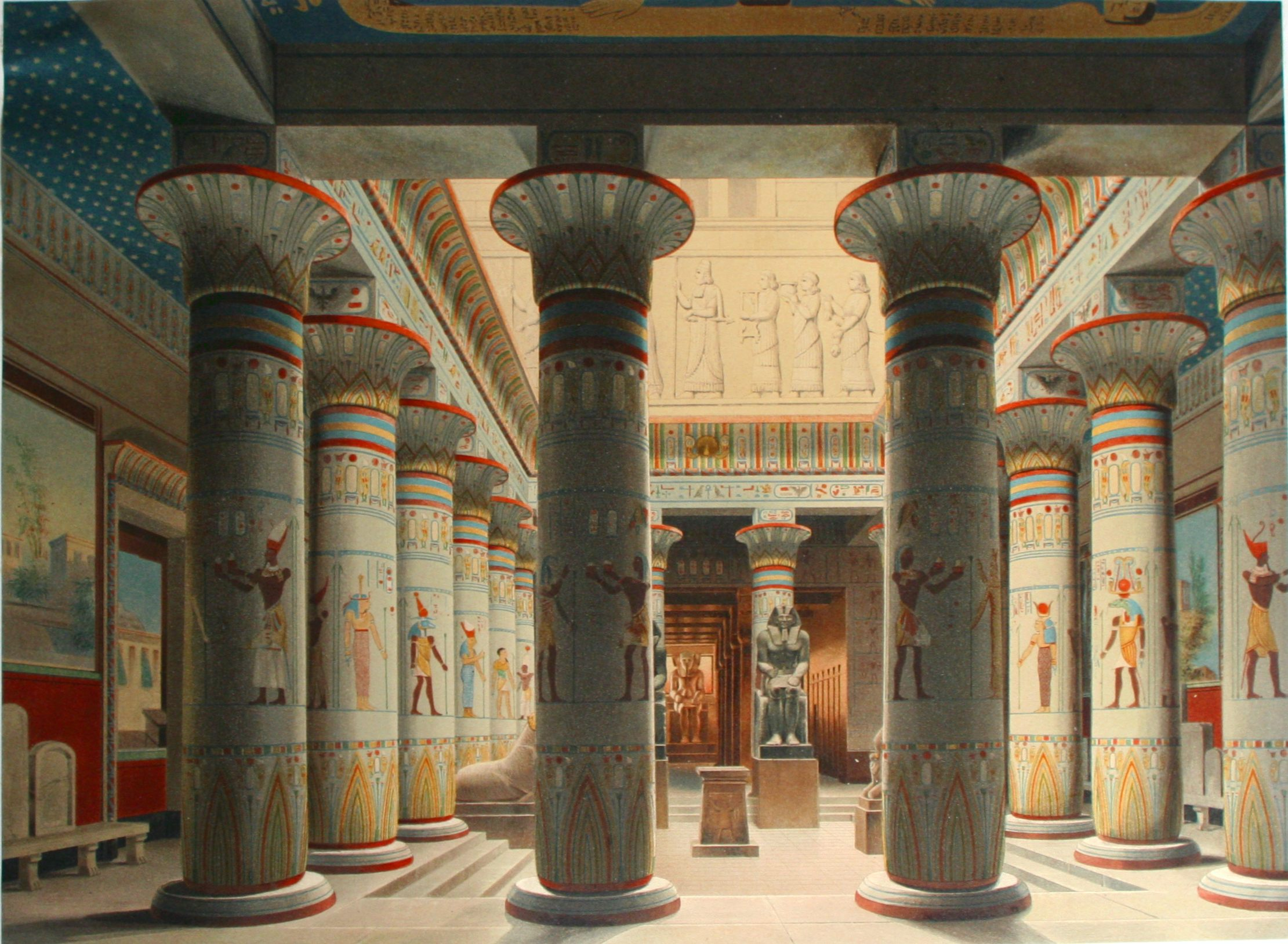
Єгипетський музей (Берлін), стиль якого використовується для візуальної прикраси гри

Pharaoh — це історична, економічна, містобудівна стратегія в реальному часі. Історично гра відповідає етапам розвитку Єгипту, як держави, в період з 3200 р. до н. е. до 1382 р. н. е.
Гра починається з маленького села на березі Нілу. Завдання першої місії — напоїти і нагодувати людей. Наступним етапом буде створення сільськогосподарської структури, потім — виробництво предметів першої необхідності — таких, як посуд і тканина. Після необхідно організувати збір податків і торгівлю з іншими поселеннями. У кожній місії коло завдань правителя збільшується, вимоги людей зростають, завдання ускладнюються. Поступово справа доходить до організації оборони міста, зведення колосальних споруд і виконання спеціальних доручень Фараона.
Гра ділиться на кілька кампаній, що складаються в цілому з 38 місій. В офіційному додатку Cleopatra — додаткові 15 місій. Можна керувати державою від імені реальних людей, таких як Тутанхамон, Рамзес II і Клеопатра.

## Інші ігри
Пізніше Sierra Studios випустила гру Zeus: Master of Olympus, а раніше — серію ігор Caesar. У цих іграх дії відбуваються в Стародавній Греції і Римі відповідно. Відповідно еволюціонував і геймплей — так, в Caesar не існувало дорожніх загороджень, кардинально змінюються планування міських зон, відсутня можливість регулювати наповнюваність складів і комор по окремих позиціях і т. д. Zeus: Master of Olympus багато в чому відрізняється від попередніх ігор компанії Sierra — з гри зникли форти (тепер армія представлена безпосередньо населенням), житлові зони розділені на два типи — звичайні та елітні, зникли з гри городяни (робітники стали доступні на будь-якій відстані від осель) і ще безліч змін.